# بلک آپس انترتینمنت
بلک آپس اینترتینمنت (انگلیسی: Black Ops Entertainment) شرکت بازی ویدئویی آمریکایی است، که در سال ۱۹۹۴ تأسیس شد.